# Zygmunt Kleyff

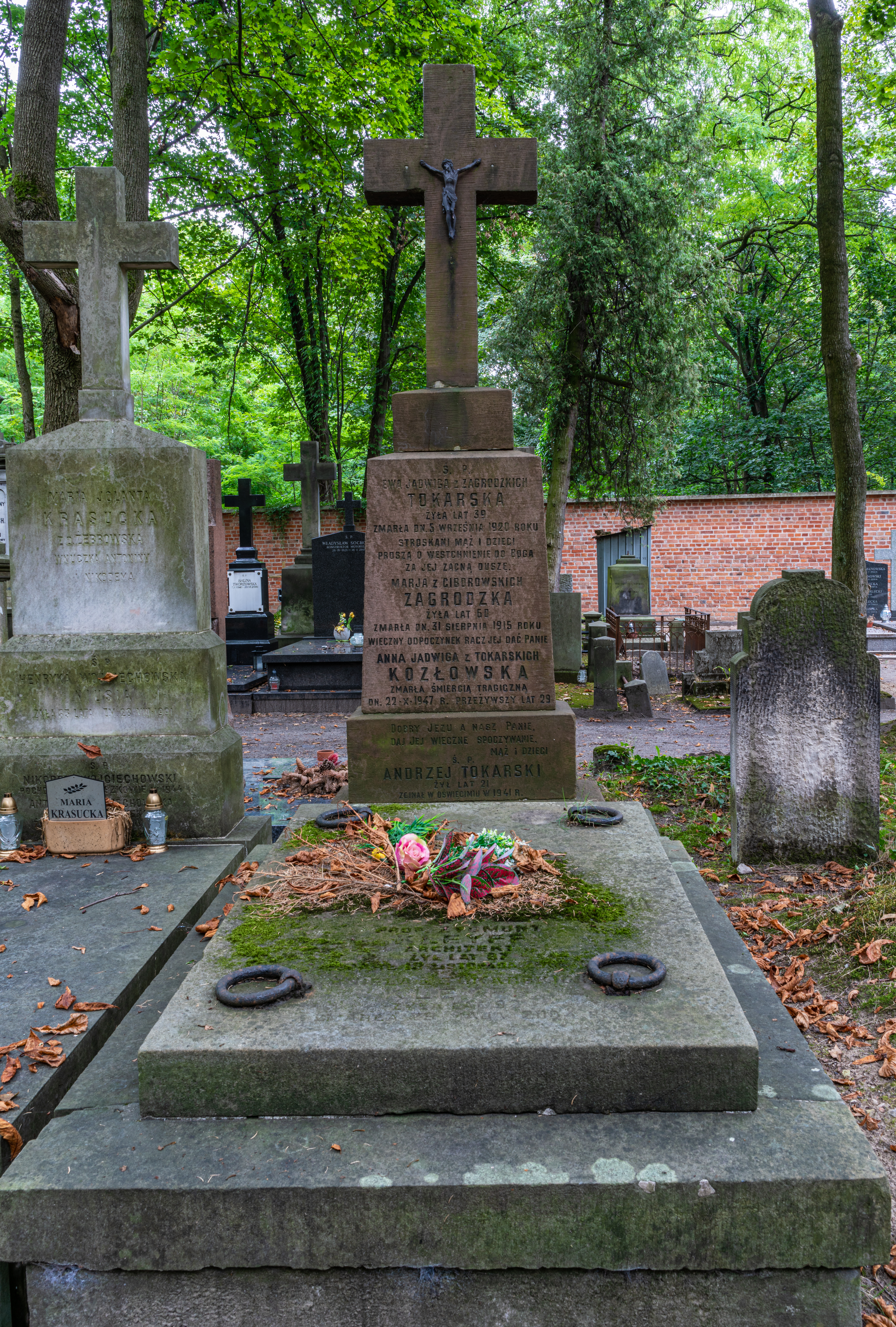
Grób Zygmunta Kleyffa na cmentarzu Powązkowskim w Warszawie

Zygmunt Kleyff ps. Kobra (ur. 20 października 1916 w Warszawie, zm. 18 listopada 2003) – polski architekt, wykładowca akademicki, powstaniec warszawski.

## Życiorys
Urodził się w rodzinie żydowskiej, jako syn Aleksandra i Bronisławy. 
W czasie okupacji niemieckiej podczas II wojny światowej działał w polskim podziemiu niepodległościowym. Wziął udział w powstaniu warszawskim na terenie Mokotowa, w szeregach batalionu „Olza” – Zgrupowania Pułku Baszta. 
Od 1946 był członkiem Oddziału Warszawa Stowarzyszenia Architektów Polskich. W 1948 ukończył studia na Wydziale Architektury Politechniki Warszawskiej. Tytuł profesora nadzwyczajnego nauk technicznych uzyskał w 1978, zaś od 1981 posiadał status architekta twórcy. Był m.in. członkiem Prezydium Zarządu Głównego SARP oraz rzeczoznawcą Stowarzyszenia. Należał także do Polskiego Związku Inżynierów i Techników Budownictwa oraz Stowarzyszenia Autorów ZAiKS. Z Aleksandrem Kirowem i Krzysztofem Lachertem zaprojektował w latach 1955–1960 osiedle WSM Kasprzaka w Warszawie. Był również współprojektantem (wraz z Jerzym Baumillerem i Janem Zdanowiczem) budynku mieszkalnego przy ul. Madalińskiego 57 w Warszawie.
Zmarł 18 listopada 2003 i został pochowany na cmentarzu Powązkowskim w Warszawie (kwatera 183-2-28). 

## Życie prywatne
Jego synem jest bard, poeta, kompozytor i malarz Jacek Kleyff.